# Arundo plinii
Arundo plinii är en gräsart som beskrevs av Antonio Turra. Arundo plinii ingår i släktet Arundo och familjen gräs. Inga underarter finns listade i Catalogue of Life.